# مارک کروک
مارک کروک (انگلیسی: Mark Crook; ۲۹ ژوئن ۱۹۰۳ – ۱۹۷۷ (۷۳−۷۴ سال)) بازیکن فوتبال اهل بریتانیا بود.
از باشگاه‌هایی که در آن بازی کرده‌است می‌توان به باشگاه فوتبال ولورهمپتون واندررز، باشگاه فوتبال لوتون تاون، باشگاه فوتبال سوئیندون تاون، و باشگاه فوتبال بلکپول اشاره کرد.